# Arba erlangeri
Arba erlangeri är en skalbaggsart som först beskrevs av Auguste Lameere 1903.  Arba erlangeri ingår i släktet Arba och familjen långhorningar. Inga underarter finns listade.